# Paratriaenops furculus
Paratriaenops furculus — є одним з видів кажанів родини Hipposideridae.

## Поширення
Країни поширення: Мадагаскар. Проживає в діапазоні від 30 м і 200 м над рівнем моря. Обмежується сухими листяними і колючими лісами на півдні і заході острова. Здається, мешканець печер. Харчується переважно лускокрилими. Здається, вимагає відносно незайманих лісів для годування.

## Загрози та охорона
Втрата лісів становить загрозу для цього виду. Присутній в деяких охоронних територіях.